# Krzysztof z Mediolanu
Krzysztof z Mediolanu (ur. ok. 1410 w Mediolanie; zm. marzec 1484 w Taggii) – błogosławiony Kościoła katolickiego, włoski dominikanin.

## Życiorys
Po wstąpieniu do zakonu dominikanów pracował jako wędrowny kaznodzieja. Pełnił również funkcję mistrza nowicjatu. Zmarł w marcu 1484 r. w Taggii.
Jego kult zatwierdził 3 kwietnia 1875 Pius IX.